# كانغ سي جونغ
كانغ سي جونغ (بالكورية: 강세정)‏ هي ممثلة كورية جنوبية. ولدت يوم 15 يناير 1982 في سول في كوريا الجنوبية.

## روابط خارجية
- كانغ سي جونغ على موقع IMDb (الإنجليزية)
- كانغ سي جونغ على موقع قاعدة بيانات الفيلم (الإنجليزية)
- كانغ سي جونغ على موقع كينوبويسك (الروسية)